# Children of Distance
Egy olyan együttes, akik nem csak Magyarországon, de talán az egész világon egyedülálló formációként működnek. 
2006-ban úgy alakultak meg az interneten, hogy előtte soha nem is látták, hallották egymást. Ugyan azóta már jó barátok, de az alakulás óta eltelt idő alatt sem változott a képlet. 
Továbbra is az ország három különböző pontján élnek. Ez Debrecen, Kiszombor, Salgótarján.
S mint azt az 5 Viva Comet díj, 2 BRAVO OTTO díj, 2 Transilvanian Music Award díj, a több száz fellépés és koncert, a több mint 300 milliós összmegtekintés YouTube-on mutatja, működik. A távolság nem akadály. 
Volt közös daluk többek között L.L. Juniorral, Horváth Tamással és Raullal, Brasch Bencével, Oláh Ibolyával, Nikával, Fatimával, az Artisjus díjas Kozma Katával, Puskás Petivel, Singh Vikivel, Karolával, Kovács Gyopárral, Knoll Gabival, Cserpes Laurával. 
2025-ös adat szerint 51 daluk lépte át az 1 milliós nézettséget, melyek közül a legnépszerűbbek a Vége (több mint 30 millió) Emlékezz rám 2 és a Nem menekülök el (több mint 20-20 milliós) nézettséggel.

## Története
Sub Bass Monster internetes oldalán, egy fórumban ismerkedtek össze a srácok, ahol semmi mást nem láttak, csak egymás verseit és szövegeit. Ez alapján vették fel egymással a kapcsolatot, és indult el a közös utazás. 
Először csak közös szövegeket írtak. 
2006 június 2-án kitalálták a nevüket, ami valahol adta magát. Az ország három különböző pontján éltek, ami akkor Szűcsi, Máriapócs és Kiszombor volt. Legyen tehát Távolság Gyermekei. De ez magyarul nem hangzik olyan szépen, legyen akkor inkább Children of Distance. 
Később úgy gondolták, miért ne próbálnák ki magukat egy stúdióban? Tele lelkesedéssel bele is vágtak az első lemez megírásába. Internetről kölcsönvett alapokra megírták a szövegeket, és 2006 októberében Kecskeméten 2 nap alatt felvettek 20 dalt Fankadelinél. Itt találkoztak személyesen először egymással. 
Ez volt az Egyedül a világ közepén nagylemez. A lemez ha másra nem, arra jó volt, hogy megbeszéljék, lesz folytatása. 
Akkor már komolyabban, külföldi zenei producerekkel készítették el, és vásároltak alapokat. A 2007-ben megjelent Csapó Kettő lemezüket már pesti stúdióban rögzítették. Ezen a lemezen már voltak olyan dalok, amik az akkori időkben szokásos zenei produkcióknál népszerűbbek voltak, az akkor még nem annyira elterjedt YouTube-on. Ezek között volt a Beforratlan sebek, Búcsúlevél, Megtettem, és a dal, ami meghozta a sikert, az Emlékezz Rám. Akkoriban úgy ért el 1 milliós nézettséget, hogy valaki feltöltötte a netre. A srácoknak erre semmi ráhatásuk nem volt, az egész szinte magától működött. Erre felfigyeltek zenei kiadók is, és kaptak egy megkeresést az Universal Music Hungary-tól. Ez a szerződés nem jött létre. Kicsit később a Gold Record Music Kft is megkereste őket, s velük szerződtek. 
Az újonnan megnyílt lehetőségeknek köszönhetően elkészült az új nagylemez, a 333 km (2010), és elkészült róla az első klip, ami az Emlékezz Rám 2 lett. A klip érdekessége, hogy Puskás Peti rendezte, és Tóth Gabi sminkesként volt jelen. A kiadó segítségével bekerültek a Viva TV-be, játszották a klipeket, bekerültek a Bravo Magazinba és számtalan poszteren szerepeltek. 2012-ben megnyerték a legjobb együttesnek járó Viva Comet díjat. Összesen 5 Viva Comet díjat nyertek. Közben még 2 BRAVO OTTO díjat, és Erdélyből elhoztak 2 Transilvanian Music Award díjat is.
Nem ültek a babérjaikon. 2011-ben Másképp mégis ugyanúgy című kislemezzel jelentkeztek, 2012-ben IV. Felvonás nagylemez, 2013-ban Pillangó kislemez. 2016 - Ötödik fejezet nagylemez. Azóta folyamatosan hozzák ki az új dalokat. 
2016 óta zenakarral is vállalnak nagykoncerteket, saját színpad és fénytechnikával. 
A klipek nagy részét saját maguk forgatják, vágják, a dalokat a saját stúdiójukban veszik fel.

## Tagok

### Carp-E
Carp-E (polgári neve: Ács Róbert) (1987.08.28.). Debrecenben él. Csak hobbiként tekint a zenélésre. Angol tudásának köszönhetően többnyire ő tartja a kapcsolatot a külföldi producerekkel, valamint nagyon sok zene, és egyéb ötletet köszönhet neki a csapat. Nem szereti a rivaldafényt, inkább a háttérben marad, emiatt több esetben nem is tudják a hallgatók, hogy a csapat tagja.
Megházasodott, felesége : Ács-Szekély Cintia, született két gyermekük.  Több vállalkozása van.

### Shady
Shady (polgári neve: Nyári Roland) (1980.06.25.). Kiszomboron él, Csongrád megyében. Megváltoztatta az életét a zene. Visszahúzódó volt, nem szerette a nyilvános szerepléseket, a zene bár segített valamennyit, de jellemét nem változtatta meg. Szabadidejében szeret videojátékokkal játszani, bűvészkedni, illetve hobbi szinten focizni. Letette a fotós szakmát, Kiszomboron saját fotóstúdiója van. Felszerelését kibővítette videózáshoz is, így a csapat klipjeit javarészt ő veszi fel. Letette a cukrász szakmát, szeret sütni. Nagyon nagy szerepet játszik a csapat minden napi életében, érett gondolkodásával sok probléma megoldásában segített már.

### Horus
Horus (polgári neve: Somogyi Péter) (1988.09.19.). Salgótarjánban él családjával. Egy gyermeke van. A zene az élete, a csapat mozgatórugója. Énekel, rappel, zenéket készít. Autodidakta módon tanulja a zenét. Salgótarjában található a hangstúdiójuk, amit ő visz. Itt kerülnek rögzítésre a dalok. Ezen kívül grafikai és egyéb vizuális dolgokra kiterjedő szakképesítése is van.

### A csapathoz közel álló személyek
Varga Mónika
Management
Ladányi Patrícia
Ladányi Patrícia Szigetszentmiklóson él, Pest megyében. Zenekari tag. A csapat immár állandósult énekese, de ő sem csapat tag. A harmadik nagylemezen több dalban is közreműködik.
Kolláth Zsolt
Kolláth Zsolt Budapesten él. A Cultus Digital nevű stúdió tulajdonosa. A csapat hangmérnöke volt az Ötödik fejezet nagylemezig, és nagyon jó barátja.
Smithmusix
Több új daluk is a székesfehérvári producerhez köthető (Jól vagyok, Nélküled, Hányszor még, Bunkó vagyok)
David Hodges
David Hodges Montréalban él, Kanadában. 2007-ben kerültek kapcsolatba vele, több dal alapját szerezte és közreműködött is. 
Tuboly Roland
Zenekar dobosa
Bogár Krisztián
Zenekar gitárosa
Szabó Péter
Zenekar billentyűse
Kiss Gergő
Zenekar basszusgitárosa

## Diszkográfia

### Albumok
| Év   | Album                   | Legmagasabb helyezés                   | Minősítés | Ismertebb számok                                                             |
| Év   | Album                   | MAHASZ Top 40 album- és válogatáslemez | Minősítés | Ismertebb számok                                                             |
| ---- | ----------------------- | -------------------------------------- | --------- | ---------------------------------------------------------------------------- |
| 2006 | Egyedül a világ közepén |                                        |           | A karjaidban meghalni, Ha sírsz, Egyedül a világ közepén, Négy keréken       |
| 2007 | Csapó kettő             |                                        |           | Emlékezz rám, Búcsúlevél, Beforratlan sebek, Megtettem, Te vagy az te voltál |
| 2010 | 333 km                  | 1                                      |           | Emlékezz rám 2, Kedves naplóm, 333 km, Ha hallasz                            |
| 2012 | IV. Felvonás            |                                        |           | Súgd meg, Örökké, Hajnal, Még utoljára                                       |
| 2013 | Pillangó                |                                        |           | Barátként búcsúzom, Felhők fölött, Üres dombokon                             |
| 2016 | Ötödik fejezet          |                                        |           | Idegen, Úgysem kellesz, Hurrikán, Alagút, Egyszerű, Messzire                 |

### EP-k
| Év   | Album                   | Legmagasabb helyezés                   | Minősítés | Ismertebb számok                        |
| Év   | Album                   | MAHASZ Top 40 album- és válogatáslemez | Minősítés | Ismertebb számok                        |
| ---- | ----------------------- | -------------------------------------- | --------- | --------------------------------------- |
| 2011 | Másképp, mégis ugyanúgy |                                        |           | Szerelem.net, Mi lenne ha, Nélküled nem |

Az első lemez, az Egyedül a világ közepén FankaDeli-nél készült Kecskeméten, a Night Child Root stúdióban. A Csapó Kettő és a 333 km Kolláth Zsolt hangmérnök közreműködésével, Budapesten a Cultus Digital stúdióban készültek.

### Videóklipek
- 2010 – Emlékezz rám 2 (feat. Patty)
- 2011 – Kedves naplóm
- 2012 – Még utoljára (feat. Oláh Ibolya)
- 2012 – Örökké
- 2012 – Súgd meg
- 2012 – Márványtábla helyett (Short Mix)
- 2013 – Barátként búcsúzom
- 2013 – Nélküled annyira más
- 2015 – Tegnap láttalak
- 2015 – Inkább veled
- 2015 – Lehetne jobb az életem
- 2015 – Szolgasors
- 2015 – Tévedtem
- 2016 – Úgysem kellesz
- 2016 – Gondoltál-e rám? (feat. Patty)
- 2016 – Ugyanígy
- 2016 – Egyszerű
- 2016 – Hurrikán (feat. Kozma Kata)
- 2016 – Nem menekülök el

### Slágerlistás dalok
| Év   | Dal                              | Legmagasabb helyezés | Legmagasabb helyezés | Legmagasabb helyezés   | Legmagasabb helyezés | Legmagasabb helyezés | Legmagasabb helyezés         | Legmagasabb helyezés | Album        |
| Év   | Dal                              | VIVA Chart           | Class 40             | MAHASZ Editors' Choice | MAHASZ Rádiós Top 40 | MAHASZ Dance Top 40  | MAHASZ Single (track) Top 10 | EURO 200             | Album        |
| ---- | -------------------------------- | -------------------- | -------------------- | ---------------------- | -------------------- | -------------------- | ---------------------------- | -------------------- | ------------ |
| 2011 | Emlékezz rám 2 (feat. Patty)     | 3                    |                      |                        |                      | 22                   |                              |                      | 333 km       |
| 2011 | Kedves naplóm                    | 1                    |                      |                        |                      |                      | 9                            |                      | 333 km       |
| 2012 | Még utoljára (feat. Oláh Ibolya) | 1                    |                      |                        |                      |                      |                              |                      | IV. Felvonás |
| 2012 | Örökké                           | 1                    |                      |                        |                      |                      |                              |                      | IV. Felvonás |
| 2012 | Súgd meg                         | 1                    |                      |                        |                      |                      |                              |                      | IV. Felvonás |
| 2012 | Márványtábla helyett             | 7                    |                      |                        |                      |                      |                              |                      | IV. Felvonás |

## Díjak, elismerések
- 2007 – HIPHOP.HU Zenedíj: "Az év dala (Beforratlan sebek)" (jelölés)
- 2008 – HIPHOP.HU Zenedíj: "Az év dala (Emlékezz rám)" (jelölés)
- 2008 – HIPHOP.HU Zenedíj: "Az év csapata" (jelölés)
- 2008 – HIPHOP.HU Zenedíj: "Az év albuma (Csapó kettő)" (jelölés)
- 2010 – HIPHOP.HU Zenedíj: "Az év magyar koncertje" (jelölés)
- 2010 – HIPHOP.HU Zenedíj: "Az év csapata" (jelölés)
- 2010 – HIPHOP.HU Zenedíj: "Az év albuma (333 km)" (jelölés)
- 2010 – HIPHOP.HU Zenedíj: "Az év videóklipje (Emlékezz rám 2)" (jelölés)
- 2012 – Transilvanian Music Awards – Az év legjobb magyar hiphopcsapata
- 2013 – Transilvanian Music Awards – Az év legjobb magyar hiphopcsapata

### Bravo Otto díj
| Év   | Jelölés              | Díj                 | Eredmény |
| ---- | -------------------- | ------------------- | -------- |
| 2011 | Children of Distance | Az év felfedezettje | Jelölve  |
| 2012 | Children of Distance | Az év együttese     | Elnyerte |

### VIVA Comet
| Év   | Jelölés              | Díj                         | Eredmény |
| ---- | -------------------- | --------------------------- | -------- |
| 2011 | Children of Distance | Legjobb új előadó           | Jelölve  |
| 2011 | Children of Distance | Legjobb együttes            | Elnyerte |
| 2012 | Children of Distance | Legjobb együttes            | Elnyerte |
| 2013 | Children of Distance | Legjobb együttes            | Elnyerte |
| 2014 | Children of Distance | Legjobb együttes            | Elnyerte |
| 2014 | Children of Distance | #SuperFan díj – közönségdíj | Elnyerte |